# Fota minorata
Fota minorata är en fjärilsart som beskrevs av Augustus Radcliffe Grote 1882. Fota minorata ingår i släktet Fota och familjen nattflyn. Inga underarter finns listade i Catalogue of Life.